# Sky Girls
Sky Girls (スカイガールズ, Sukai Gāruzu) is een Japanse animeserie die is geproduceerd door Konami en geanimeerd door J.C.Staff. De serie bestaat uit 26 afleveringen en is uitgezonden door Chiba TV van 5 juli 2007 tot 27 december 2007.
Er verscheen ook een mangareeks van augustus 2007 tot december 2007 in het tijdschrift Magazine Z.

## Plot
In het jaar 2071 ziet de mensheid de verschijning van mechanische celclusters, bekend als WORMs (Weapon Of Raid Machines). Deze technologie is het product van nanotechnologie en begint het menselijk ras op grote schaal uit te roeien.
Dit leidt ertoe dat de mensheid zich verenigt als één enkele kracht en het gebruik van massavernietigingswapens toestaat. Uiteindelijk worden alle WORMs vernietigd, maar dit laat grote schade achter op aarde en alle continenten vallen uiteen.
Ruim tien jaar later verschijnen de WORMs opnieuw, tot verbazing van degenen die dachten dat ze uitgeroeid waren.
Een groep tienermeiden, bekend als de Sky Girls, gaat het gevecht aan met de WORMs en opereren in hun Sonic Divers, een vliegend exoskelet.

## Personages
| Personage          | Stemacteur      |
| ------------------ | --------------- |
| Otoha Sakurano     | Ayako Kawasumi  |
| Eika Ichijo        | Shizuka Ito     |
| Karen Sonomiya     | Saori Goto      |
| Elise von Dietrich | Ayumi Tsuji     |
| Aisha Krishnam     | Azusa Enoki     |
| Souya Togo         | Keiji Fujiwara  |
| Rei Hizuki         | Junji Majima    |
| Nanae Fujieda      | Yui Horie       |
| Takumi Hayami      | Ryoko Shiraishi |
| Ryohei Tachibana   | Kisho Taniyama  |

## Varia
- Van de serie verschenen ook pachinkomachines in 2013, 2015 en 2020.